# Le Clerjus
Le Clerjus település Franciaországban, Vosges megyében. Lakosainak száma 463 fő (2022. január 1.). Le Clerjus Aillevillers-et-Lyaumont, Plombières-les-Bains, Trémonzey, Xertigny, La Chapelle-aux-Bois és La Vôge-les-Bains községekkel határos.

## Népesség
A település népességének változása:
| Lakosok száma | 571  | 561  | 580  | 568  | 537  | 508  | 479  | 472  | 463  |
|               | 2013 | 2015 | 2016 | 2017 | 2018 | 2019 | 2020 | 2021 | 2022 |